# H.U.グループホールディングス
H.U.グループホールディングス株式会社（英: H.U. Group Holdings, Inc.）は東京都港区赤坂に本社を置き、臨床検査と検査試薬を中心とした企業グループの持株会社である。
2020年7月1日付で、旧社名のみらかホールディングス（英: Miraca Holdings Inc.）より変更した。東証プライム市場の上場企業。
子会社のエスアールエル（以下、「SRL」）は、ライバル会社のビー・エム・エル、LSIメディエンスなどともに「大手8社」に数えられる。

## 社名
新社名の「H.U.」は「Healthcare for You」を表し、「臨床検査を中心に医療を支え続けてきた存在」から一歩踏み出し、一人ひとりと向き合ってすべての人に最適なヘルスケアを届けたい、という思いが込められている。
なお、旧社名の「みらか」は、今後とも「常に一歩先を見据えてサイエンス（科学）の応用と展開を図っていきたい」という思いのもと、「未来（みらい）＋科学（かがく）」より名付けられた。

## 沿革
参照：

### みらかホールディングス
- 2005年（平成17年）7月1日 - 純粋持株会社体制に移行。

1. 初代富士レビオの営業部門すべてを、2代目富士レビオとして分社化。
2. 分割後の初代富士レビオが、SRLを子会社化。
3. 初代富士レビオは、みらかホールディングス株式会社へ商号変更。

- 2006年（平成18年）4月 - 連結子会社のSRLが、同社子会社7社[注釈 2]を吸収合併。

- 2007年（平成19年）6月29日 - 連結子会社のSRLが、シオノギバイオメディカルラボラトリーズ[注釈 3]の全株式を取得[7][8]。
- 2007年（平成19年）8月1日 - 連結子会社のシオノギバイオメディカルラボラトリーズが、エスアールエル関西に商号変更（後に、SRLに合併）[7]。

- 2009年（平成21年）10月 - 連結子会社のSRLがケアレックス[注釈 4]を完全子会社化[9]。
- 2010年（平成22年）4月 - 連結子会社のSRLが、日本医学臨床検査研究所の全株式を取得。
- 2011年（平成23年）5月16日 - 連結子会社のSRLが、受託臨床検査事業を手掛けるツチヤ・エンタプライズ（現：北信臨床）の全株式を取得[10][11]。
- 2011年（平成23年）11月 - 米国法人として、Miraca USA, Inc.を設立。
- 2011年（平成23年）11月24日 - 米国で病理検査や関連サービスを手掛けるCaris Diagnostics, Inc.（テキサス州）を買収[注釈 5][12][13]。
- 2011年（平成23年）12月1日 - 連結子会社のSRLが、群馬臨床検査センター（現：エスアールエル北関東）の全株式を取得[14][15]。

- 2012年（平成24年）10月22日 - 新宿区西新宿2丁目の新宿三井ビルディングに本社移転[16]。

- 2015年（平成27年）2月 - 米国法人のMiraca USA, Inc.が、ベイラー医科大学の遺伝子診断事業を譲り受けたBaylor Miraca Genetics Laboratories, LLC.の持分60%を取得[17][18]。
- 2015年（平成27年）7月 - 連結子会社のSRLが健康診断の受託業務などを担う子会社として、エスアールエルウェルネスプロモーション（現：H.U.ウェルネス）を設立。
- 2017年（平成29年）7月3日 - 臨床検査の基礎研究を担う子会社として、みらか中央研究所（現：H.U.グループ中央研究所）を設立[19]。
- 2017年（平成29年）11月 - 米国での病理検査事業を、現地投資会社に譲渡[20][21]。

- 2018年（平成30年）3月1日 - 連結子会社のSRLが京都大学、椿本チエイン、シスメックス、アスクレップ（現：インテージヘルスケア）、島津製作所、富士通、SCREENホールディングスと共同で、KBBM[注釈 6]を設立[22][23]。
- 2018年（平成30年）6月 - 連結子会社のSRLが国際事業子会社として、エスアールエル・インターナショナルを設立。
- 2018年（平成30年）10月3日 - 連結子会社のSRLが静岡県立静岡がんセンターと共同で、がんクリニカルシーケンスのエスアールエル・静岡がんセンター共同検査機構を設立[24]。
- 2018年（平成30年）10月19日 - 連結子会社のSRLがウェルビーと共同で、PHR（Personal Health Record）を活用した新サービス開発のMSWを設立[25]。

- 2019年（平成31年）2月1日 - 健康保険組合向けサービスのセルメスタ（現：H.U.ウェルネス）の全株式を取得[26]。
- 2019年（平成31年）2月15日 - 連結子会社のSRLの物流機能を、クリニカルネットワークとして分社化[27]。
- 2019年（令和元年）6月3日 - 連結子会社のみらかヴィータス[注釈 7]が営業開始[28]。
- 2019年（令和元年）10月1日 - CVC[注釈 8]子会社として、MSFキャピタルパートナーズを設立[29]。
- 2019年（令和元年）10月15日 - SRL、セルメスタ、太陽生命保険、味の素の4社間で、三大疾病予防に関する業務提携[30]。
- 2019年（令和元年）11月29日 - 連結子会社のSRLが聖路加財団[注釈 9]と、聖路加医学生物学研究所（現：聖路加エスアールエル先端医療研究センター）に関する合弁契約を締結[31]。
- 2019年（令和元年）12月1日 - 連結子会社のSRLが、エスアールエル・メディサーチの治験検査事業と臨床研究検査事業を吸収[32]。
- 2019年（令和元年）12月16日 - 連結子会社のみらかヴィータスが、日本食品エコロジー研究所の全株式を取得[33]。
- 2020年（令和2年）2月1日 - 連結子会社のSRLが登録衛生検査所「メディカルラボ健康会館」より、同所の受託臨床検査事業を譲受け[34]。
- 2020年（令和2年）4月1日 - 日本ステリが、エスアールエルのサニタリー・パッケージ・システム・サービス事業を吸収分割により承継[35]
- 2020年（令和2年）6月17日 - 日本最大の医薬品卸のメディパルホールディングスと共同で、医薬・ヘルスケア領域での戦略的業務提携の締結を発表[36][37]。
- 2020年（令和2年）6月5日 - PHRの開発・運営、ヘルスケアICTサービスの開発を担う新子会社として、医針盤を設立[38]。

### H.U.グループホールディングス
- 2020年（令和2年）7月1日 - H.U.グループホールディングス株式会社へ商号変更[39]。
- 2020年（令和2年）9月4日 - いずれも連結子会社のSRL、富士レビオ、日本ステリの国内営業部門およびマーケティング部門を統合した新会社として、H.U.フロンティアを設立[40]。
- 2020年（令和2年）10月1日 - 連結子会社の日本食品エコロジー研究所が、みらかヴィータスを吸収合併[41]。
- 2021年（令和3年）2月24日 - H.U.フロンティア、セルメスタ、太陽生命保険、味の素の4社間で、重大疾病予防に関する業務提携を締結[42]。
- 2021年（令和3年）6月10日 - 連結子会社のSRLが札幌臨床検査センターと共同で、①札幌ミライラボラトリー（共同検体検査ラボ事業）と②札幌メディ・キャリー（臨床検査関連の物流事業）をそれぞれ設立[43]。
- 2021年（令和3年）7月1日 - 連結子会社のセルメスタがエスアールエルウェルネスプロモーションを吸収合併のうえ、H.U.ウェルネスに商号変更[44]。

- 2022年（令和4年）4月4日 - 東京証券取引所の市場区分見直し[45]に伴い、プライム市場へ移行。
- 2022年（令和4年）12月12日 - 新型コロナウィルスの検査キット関連事業（POCT事業）を担う子会社として、H.U.POCkeTを設立[46]。
- 2023年（令和5年）1月 - 連結子会社のSRLが、東京セントラルパソロジーラボラトリーの全株式を取得。
- 2023年（令和5年）7月 - 東京港区赤坂1丁目の赤坂インターシティAIRに本社移転。
- 2023年（令和5年）7月1日 - 連結子会社のH.U.POCkeTが営業開始[47]。
- 2024年（令和6年）11月1日 - 連結子会社のエスアールエル・メディサーチがCRO事業を、伊藤忠商事系のエイツーヘルスケアに譲渡[48]。
- 2024年（令和6年）12月20日 - 連結子会社のケアレックスが在宅事業に関し、ガイアメディケアと同社持株会社のS.O.W.ホールディングスとの経営統合を実施[49]。

1. ケアレックスとS.O.W. HDが共同で、中間持株会社のStarQガイアを設立。
2. ケアレックスの在宅事業を、StarQケアとして分社化。
3. StarQガイアが、ガイアメディケアとStarQケアのそれぞれ全株式を取得。

- 2025年（令和7年）1月31日 - 連結子会社のSRLが、同社子会社のエスアールエル・メディサーチを吸収合併[50]。
- 2025年（令和7年）3月24日 - 連結子会社のSRLが、中国LTS事業からの撤退完了を発表[51]。
- 2025年（令和7年）5月7日 - 同年10月1日をめどに、連結子会社のSRLが同社子会社の日本医学臨床検査研究所と、北信臨床、SRL北関東検査センターの3社を吸収合併する旨を発表[52]。

## 関連会社
参照：。太字：重要子会社

### 営業統合会社
H.U.フロンティア株式会社（H.U.GHD 100.0%）- H.U.グループ会社の提供する各種商品・サービスの営業・販売の代行業務
- H.U.ウェルネス株式会社（H.U.フロンティア 100.0%）- 健康診断代行サービスなど

### 検査・関連サービス事業
株式会社エスアールエル（H.U.GHD 100.0%）- 病院を中心とした医療機関向けの臨床検査など
| - 株式会社日本医学臨床検査研究所（SRL 100.0%） - 株式会社エスアールエル北関東検査センター（SRL 100.0％） - 株式会社KBBM（SRL 65.23%） - 株式会社聖路加エスアールエル先端医療研究センター（SRL 80.0%） - 株式会社札幌ミライラボラトリー（SRL 40.0％） - 株式会社札幌メディ・キャリー（SRL 40.0％） |  | - 株式会社北信臨床（SRL 100.0％） - 株式会社東京セントラルパソロジーラボラトリー（SRL 100.0%） - エスアールエル・静岡がんセンター共同検査機構株式会社（SRL 77.8%） - 合同会社クリニカルネットワーク（SRL 100.0％） - 株式会社エスアールエル・インターナショナル（SRL 100.0%） |

H.U. America, Inc.（H.U.GHD 100.0％）- 持株会社
- Baylor Miraca Genetics Laboratories, LLC.（H.U. America 60.0%）

| - 株式会社医針盤（H.U.GHD 100.0％）- 健康・医療情報に関わるICTの運用など - H.U.POCkeT株式会社（H.U.GHD 100.0％）- POCT関連事業 |  | - H.U.セルズ株式会社（H.U.GHD 100.0％）- 再生医療・細胞治療領域の事業推進など |

### 臨床検査薬事業
富士レビオ・ホールディングス株式会社（H.U.GHD 100.0％）- 国内外での臨床検査薬事業の統括
【国内事業】
| - 富士レビオ株式会社（富士レビオHD 100.0％） - 株式会社先端生命科学研究所（富士レビオHD 100.0％） |  | - 富士レビオ・ダイアグノスティクス・ジャパン株式会社（富士レビオHD 100.0％） |

【グローバル事業】
| - Fluxus, Inc.（富士レビオHD 100.0％） - Fujirebio Europe N.V.（富士レビオHD 100.0％） - ADx NeuroSciences N.V.（Fujirebio Europe 100.0％） - Fujirebio China Co., Ltd.（富士レビオHD 100.0%） - CanAg Diagnostics (Beijing) Co., Ltd.（富士レビオHD 100.0%） |  | - Fujirebio Diagnostics, Inc.（富士レビオHD 100.0%） - Fujirebio Diagnostics AB（FDI 100.0％） - Fujirebio Germany GmBH（富士レビオHD 100.0％） - Fujirebio France SARL（富士レビオHD 100.0％） - Fujirebio Italia S.r.L.（富士レビオHD 100.0％） - Fujirebio Iberia SL（富士レビオHD 100.0％） |

### ヘルスケア関連サービス事業
ケアレックス株式会社（H.U.GHD 100.0％）- 福祉用具のレンタル業務
- StarQガイア株式会社（ケアレックス 66.6%、S.O.W.ホールディングス 33.4%）- 持株会社

| - StarQケア株式会社（StarQガイア 100.0%）- 訪問看護、訪問介護、居宅介護支援サービス |  | - ガイアメディケア株式会社（StarQガイア 100.0%）- 訪問看護、居宅介護支援サービス |

日本ステリ株式会社（H.U.GHD 100.0％）- 医療器具の滅菌業務、医療材料を中心とした物流管理・搬送サービスなど

### 全社共通部門
| - 合同会社H.U.グループ中央研究所 （H.U.GHD 100.0％）- ライフサイエンス領域の研究開発等 - H.U.キャスト株式会社（H.U.GHD 100.0％）- 特例子会社 |  | MSFキャピタルパートナーズ合同会社（H.U.GHD 100.0％）- コーポレートベンチャーキャピタルの運営 |